# Klaatu (gruppo musicale)
Klaatu sono stati un gruppo musicale canadese di rock progressivo, formatosi nel 1973 a Toronto.

## Storia
Il gruppo è stato formato da John Woloschuk e Dee Long nel 1973 a Toronto, traendo ispirazione per il nome da Klaatu, l'extraterrestre interpretato da Michael Rennie, protagonista del film di fantascienza del 1951 Ultimatum alla Terra.
Dopo la pubblicazione di due singoli con scarso successo, al gruppo fu aggiunto il batterista Terry Draper, e tale formazione rimase per il resto della carriera del gruppo.
Per un certo periodo di tempo, dopo l'uscita del loro primo album, molte persone iniziarono a credere che i Klaatu fossero in realtà i Beatles. Tutto ciò era partito dalla somiglianza del sound e da alcune somiglianze tra titoli (ad esempio Sub-Rosa Subway suona molto simile a Red Rose Speedway, album dei Wings, secondo gruppo musicale di Paul McCartney). Le voci vennero alimentate ancora di più quando si venne a sapere che al secondo album dei Klaatu avrebbe partecipato la London Philharmonic Orchestra. Tuttavia, la "leggenda" venne smontata quando i veri nomi dei componenti del gruppo vennero rivelati al pubblico.

## Discografia parziale

### Album in studio
- 1976 - 3:47 EST
- 1977 - 'Hope
- 1978 - 'Sir Army Suit
- 1980 - 'Endangered Species
- 1981 - 'Magentalane

### Raccolte
- 1981 - Klaatu Sampler
- 1982 - Klaassic Klaatu
- 1993 - Peaks
- 2005 - Raarities
- 2005 - Sun Set
- 2009 - Solology